# Greet Prins
Greet Prins-Modderaar (Appingedam, 5 januari 1954) is een Nederlands bestuurder en politica namens het CDA.

## Loopbaan
Ze werd in Appingedam geboren als dochter van een gereformeerd predikant en groeide op in Rotterdam en Voorschoten. Na het gymnasium werd ze directiesecretaresse bij een sigarettenfabriek. Via avondstudies in communicatie en marketing werd Prins (junior)accountmanager bij een reclamebureau en ging daarna bestuursfuncties doen. Hiernaast volgde ze managementopleidingen. 
Tussen 1992 en 1998 was ze voorzitter van de raad van bestuur van Saatchi & Saatchi. Hierna startte Prins haar eigen communicatiebureau en werd daarnaast ook interim-directeur. Ze was directeur vernieuwing bij het UWV (2002-2009) en werd in 2009 bestuursvoorzitter van Philadelphia Zorg. Sinds 1 april 2021 is ze voorzitter van de raad van bestuur van de Kamer van Koophandel. Op 11 juni 2019 werd Prins namens het CDA geïnstalleerd als lid van de Eerste Kamer.
Prins was daarnaast onder meer lid van de Raad voor Volksgezondheid en Samenleving (RVS), lid van de raad van advies van het Centraal Administratie Kantoor (CAK) en voorzitter van de raad van toezicht van KRO-NCRV. Ze kreeg in 2008 de Galjaardprijs voor een communicatieproject bij het UWV en werd datzelfde jaar tevens 'communicatievrouw van het jaar' (not for profit). In 2010 werd prins gedecoreerd tot Ridder in de Orde van Oranje-Nassau en in 2011 uitgeroepen tot 'zorgmanager van het jaar'. Ze is gehuwd en heeft twee kinderen.
Janny Bakker · Theo Bovens · Hugo Doornhof · Greet Prins · Theo Rietkerk · Madeleine van Toorenburg
- Parlement.com: vkvxc3nsc3f8